# 野生の思考
『野生の思考』（やせいのしこう、仏: La Pensée sauvage）は、1962年にフランスの人類学者・クロード・レヴィ＝ストロースによって発表された著作をさす。表紙には「思考（pensée）」と「パンジー（pensée）」を掛けて野生種のパンジーである三色スミレが描かれる。

## 内容
本書は、レヴィ･ストロースが本書を発表する以前の著作『親族の基本構造』（1949年刊）と後に発表する著作『神話論理』（1964 - 71年）のあいだに位置づけられる。同年に『今日のトーテミスム』も発表されているが、該書は本書の「歴史的批判的序説」に当たるとされ、相互に緊密な関係にある。
この著作は、パリで出版された当初から、1960年代にわたって、人類学の研究にとどまらず構造主義思想の勃興を促した。レヴィ･ストロースは、自然環境において具体的な事物を一定の記号として扱う思考、すなわち野生の思考を本書の主題に据えて、それを文明社会において発達した科学的思考と対比しながら、考察を進めた。
野生の思考とは、ありあわせの素材を用いて入り用の物を作る場合（ブリコラージュ）に例えられ、器用人の思考様式と特徴づけられる。それは、眼前の事象を考える際に、その事象と別の事象との間にある関係に注目し、それと類似する関係性を持つ別の事象群を連想しつつ、それらを再構成することである。そして、それらの事象に異なる意味を与え、新しい「構造」を生み出せる。それは、理論と仮説を通じて考える科学的思考と基本的に同質なものである。両者の相違については、科学的思考が用いるものが「概念」であるのに対して、野生の思考が用いるものは「記号」である。
たとえば、オーストラリアのニューサウスウェールズのある部族は、トーテムとしてコウモリを持つ部族と、キバシリを持つ部族に分けられる。その場合、トーテムとなる動物と部族との間には、実際的直接的な関係はない。その代り、それらの動物は、一方が狩り、もう片方が盗むという特徴がある。野生の思考によって、その特徴と部族間の社会的な関係が関連づけられ、それら部族のトーテムにされる。つまり、野生の思考は、比喩に基づく類推法の論理で成り立っているのである。

## 刊行書誌
- クロード・レヴィ＝ストロース 『野生の思考』大橋保夫訳、みすず書房、1976年

### 作品論
- 出口顯 『国際養子たちの彷徨うアイデンティティ　レヴィ＝ストロース『野生の思考』を読み直す』現代書館：いま読む！名著、2015年